# Château de Löwenstein
Pour les articles homonymes, voir Löwenstein (homonymie).
Ne doit pas être confondu avec Château de Lœwenstein.
Le château de Löwenstein est un château à Kleinheubach, dans le Land de Bavière (Allemagne).

## Histoire
En 1721, le prince Dominique-Marquard de Löwenstein-Wertheim-Rochefort acquiert les dépendances de Kleinheubach, avec le château construit à la fin du XVIe siècle, propriété de la famille noble Erbach.
Il construit un nouveau château de 1721 à 1732. Les plans sont de Louis Remy de la Fosse qui est l'architecte de Darmstadt, engagé par Ernest-Louis de Hesse-Darmstadt. Les travaux sont dirigés par Johann Dientzenhofer puis après sa mort en 1726 par Rinscher. Les sculptures sont de l'artiste de la cour de Wurtzbourg, Johann Wolfgang von der Auwera, les artisans les plus connus participent.
Le parc, en raison de sa grande taille, avec sa cour d'honneur, fait du château l'un des plus importants du baroque tardif dans le sud de l'Allemagne. Se rajoutent plusieurs bâtiments de style classique comme la serre (1780), l'escalier de service (1807-1824) et le manège (1812). La chapelle a été décorée en 1870 par Edward von Steinle, un peintre du mouvement nazaréen.

## Source, notes et références
- (de) Cet article est partiellement ou en totalité issu de l’article de Wikipédia en allemand intitulé « Schloss Löwenstein » (voir la liste des auteurs).